# 大口黑鱸
大口黑鱸（學名：Micropterus salmoides）為輻鰭魚綱鱸形目鱸亞目太陽魚科的其中一種，又稱加州鱸，原分布於北美洲美國中部、東部至墨西哥北部的淡水流域，並引進世界各地，本魚體紡錘型，口大而上位，下頷長於上頷，上下頷皆具有尖銳小齒，背部灰綠色，腹鰭乳白色或帶黃色調，全身被大型櫛鱗，背鰭硬棘8-9枚，背鰭軟條12-14枚，臀鰭硬棘3枚，臀鰭軟條10-12枚，體長可達46.4公分，棲息在植被生長，泥底質的溪流、池塘、湖泊等水域，不耐低溫，雄鱼會掘洞吸引雌魚產卵，屬肉食性，可作為遊釣魚及食用魚。
國際自然保護聯盟物種存續委員會的入侵物種專家小組（ISSG）列為世界百大外來入侵種。一些缺乏专业知识的钓鱼爱好者会在鱼只匮乏的水域主动投放大口黑鲈的鱼苗，这种行为因助长大口黑鲈在其他地区的入侵而遭到一些人的谴责。

## 擴展閱讀
維基物種上的相關：大口黑鱸